# Arlette Dorgère
Arlette Dorgère, född 1880, död 1965, var en fransk skådespelare, sångare, dansare och modell. 
Hon hade framgångsrik karriär som dansös på La Scala, där hon blev ledande artist 1904. Hon är främst känd som modell för vykort och affischer från 1900-talets början, och associeras därför med Belle Époque. 